# Tutto sul rosso
Tutto sul rosso è un film del 1968 diretto da Aldo Florio.

## Trama
Un astuto attivista organizza, con l'aiuto dei suoi complici, ad una bisca clandestina dotata di una roulette truccata che frutta quattrini a palate. Tra i tre, scoppia una rissa che mina alla base l'illecito sodalizio. Alla crisi del trio malavitoso si aggiunge l'ostilità del racket del gioco d'azzardo a cui l'attività della bisca dà sempre più fastidio.